# フジヤ&ミヤギ
フジヤ・アンド・ミヤギ (Fujiya & Miyagi) は、イギリス・ブライトン出身の音楽グループ。
2000年に結成。彼らは1970年代のクラウトロックを代表するバンドであるノイ!やカン、さらには1990年代初期のエレクトロニカ・バンドであるエイフェックス・ツインなどから大きな影響を受けていることを明らかにしている。
グループ名の「Fujiya & Miyagi」については、「Fujiya」をレコードプレイヤーのブランド名から、「Miyagi」を映画『ベスト・キッド』の登場人物から取ったものであることを語っている。 
2003年から2006年にかけてニュー・ミュージカル・エクスプレスなどのメディアにおいて高い評価を得た。

## メンバー
最新ラインナップ
- デイヴィッド・ベスト (David Best) – ボーカル、ギター (2000年-)
- スティーヴ・ルイス (Steve Lewis) – シンセサイザー、ボーカル (2000年-)
- エド・チヴァース (Ed Chivers) – ドラム (2014年-)
- ベン・アダモ (Ben Adamo) – ベース、ボーカル (2015年-)
- ベン・フェアストゥェッド (Ben Farestuedt) – ベース、ボーカル (2017年-)

旧メンバー
- マシュー・ハインズビー (Matthew Hainsby) – ベース、ボーカル (2005年-2014年)
- リー・アダムス (Lee Adams) (2008年-2013年)
- マシュー・コリンズ (Matthew Collins) – ターンテーブル (2002年-2005年)
- マシュー・アヴェリー (Matthew Avery) (2002年-2005年)

## ディスコグラフィ

### スタジオ・アルバム
- Electro Karaoke in the Negative (2003年)
- 『トランスペアレント・シングス』 - Transparent Things (2006年)
- Lightbulbs (2008年)
- Ventriloquizzing (2011年)
- Artificial Sweeteners (2014年)
- Fujiya & Miyagi (2017年)
- Different Blades from the Same Pair of Scissors (2017年)
- Flashback (2019年)

### リミックス・アルバム
- Remixes (2003年)